# Pan de coco
Le pan de coco, littéralement « pain de coco » en espagnol, est un petit pain roulé calorique qui utilise de la chair de noix de coco râpée sucrée (bukayo). C'est un casse-croûte populaire aux Philippines,,,.